# تراپلیتسه
تراپلیتسه (به چکی: Traplice) یک منطقهٔ مسکونی در جمهوری چک است که در شهرستان اوهرسکه هرادیشتیه واقع شده‌است. تراپلیتسه ۵٫۲۷ کیلومتر مربع مساحت و ۱٬۱۲۲ نفر جمعیت دارد و ۲۲۳ متر بالاتر از سطح دریا واقع شده‌است.